# Eunies Futch
Eunies Missouri Futch (Jacksonville, 24 settembre 1928 – Winston-Salem, 16 giugno 2005) è stata una cestista statunitense.

## Carriera
Con gli Stati Uniti ha disputato i Giochi panamericani di Città del Messico 1955, vincendo la medaglia d'oro.
Nel 1990 è stata introdotta nella North Carolina Sports Hall of Fame.